# Вулиця Стара (Львів)
Вулиця Стара — вулиця у Галицькому районі міста Львова, в історичному центрі міста. Сполучає площу Князя Ярослава Осмомисла з вулицями Сянською та Веселою. 

## Історія та назва
Від середини XIX століття й до 1871 року вулиця мала назву Цибульна біля Синагоги або ж Цибулянка. 1871 року отримала назву Цибульна, через те, що тут багато гендлярів продавало цибулю. 1934 року перейменована на пошану польського історика, професора Львівського університету, політика і дипломата єврейського походження Шимона Ашкеназі. Під час німецької окупації називалася — Міштґассе або ж Гноєва. У липні 1944 року повернена передвоєнна назва — вулиця Ашкеназего. Сучасна назва — вулиця Стара походить з 1950 року. 

## Забудова
В архітектурному ансамблі вулиці Старої переважає класицизм, а також є забудова кінця 1990-х — початку 2000-х років, зокрема ринок «Добробут». 

### Будинки
Більшість будинків, що стояли на вулиці Старій були зруйновані під час другої світової війни та у повоєнні часи й до 1980—1990-х років. На початку 1990-х років спільне українсько-австрійське ТзОВ «Галінвест» на вивільненій площі мало збудувати п'ятиповерховий готельний комплекс «Золотий лев» на 256 номерів з автостоянкою. 1992 року проведені археологічні дослідження на ділянці будівництва готелю, під час яких виявлено давні житла, предмети побуту, які свідчать, що ця територія була заселена ще у V столітті. Культурний шар сягав 9 метрів. Спершу інвестор готелю «Золотий лев» був готовий музеєфікувати частину знахідок, однак згодом територію, яку дослідили, залили бетоном та збудували цокольний поверх готелю. Утім в 1997 році будівництво завмерло, і там облаштували тимчасовий ринок «Добробут», що мав адресу — вулиця Стара, 3 та працював тут до середини лютого 2023 року. Того ж 2023 року на місці «Добробуту» збудована будівля супермаркету «Арсен» мережі супермаркетів компанії «Євротек». Відкриття ж супермаркету відбулося 11 квітня 2023 року. Також на вулиці зберігся єдиний житловий будинок, що має адресу — вулиця Стара, 6.
1 лютого 2024 року, заступник міського голови Львова Любомир Зубач оприлюднив візуалізацію майбутнього громадського простору позаду Львівського оперного театру, де раніше працював ринок «Добробут». Створення громадського простору передбачає знесення наявних будівель колишнього ринку та будівлі супермаркету «Арсен». На локації планують відновити історичний сквер, який був тут на початку XX століття. Проте це стане можливим, коли місто поверне землю у свою власність. Нині справа щодо ділянки під колишнім ринком перебуває на повторному розгляді в суді.

### Неіснуючі адреси, втрачені будинки
№  1 — за радянських часів тут був магазин «Тканини».
№  2 — у міжвоєнний період тут працював магазин кухонного посуду Арона.
№  3 —  на початку XX століття власником будинку був Озіяш Бухстабу міжвоєнний період працювала взуттєва крамниця Каве, наприкінці 1940-х років — заготівельний пункт Львівської міської контори «Союзутиль», згодом — інспекція у справах неповнолітніх.
№  4 — на початку XX століття власником будинку був Озіяш Насс, у міжвоєнний період тут містилися: кондитерська Ганделя, магазин кухонного посуду Канделя та Плівера та магазин взуття Бляуера, за радянських часів — майстерня з ремонту взуття.
№  11 — на початку XX століття власником будинку був Ізраель Пордес на початку XX століття власником будинку був Озіяш Насс, працювала пекарня Ракель Ріхтер та ресторан Зеліга Лайбліха, у міжвоєнний період тут працював магазин кухонного посуду Фрухса.
№  13 — на початку XX століття в будинку містилася молочарня Мозеса Гріффеля, у 1950-х роках в будинку працювала швейна артіль імені Молотова, у 1960—1970-х роках — Львівське об'єднання перукарських послуг.
№  15 — у міжвоєнний період тут працював пункт прийому макулатури Ляндау.